# برنيس لورين
برنيس لورين (بالإنجليزية: Bernice Loren)‏ هي مخرجة وممثلة أمريكية، ولدت في 1920، وتوفيت في 4 مايو 2010 في نيويورك في الولايات المتحدة.